# Chaetogonopteron tarsale
Chaetogonopteron tarsale är en tvåvingeart som beskrevs av Meijere 1916. Chaetogonopteron tarsale ingår i släktet Chaetogonopteron och familjen styltflugor. Inga underarter finns listade i Catalogue of Life.